# ゲイブ・コース
ゲイブ・コース (Gabe Khouth、1972年11月22日 - 2019年7月23日) は、カナダの俳優。

## 出演作品

### アニメーション
- ドラゴンボールZ - 孫悟天
- ムーチャ・ルーチャ!
- X-メン:エボリューション
- パックワールド - ティップ/ダグ

### 実写
- IT/イット
- ワンス・アポン・ア・タイム